# Blagovescsenszk (Amuri terület)
Blagovescsenszk (oroszul: Благовещенск) város Oroszország ázsiai részén, a Távol-Keleten, az Amur folyó partján. Az Amuri terület székhelye, folyami kikötő.
Népessége 214 390 fő volt a 2010. évi népszámláláskor.

## Fekvés, éghajlat
Az Amur bal partján, a Zeja folyó torkolatánál fekszik, kb. 8000 km-re Moszkvától. Az Amur képezi a határt Oroszország és Kína között, a folyó túlsó partján lévő kínai település: Hejhe (Hejho).
Blagovescsenszk a Zeja–Bureja-síkság délnyugati részén, sík vidéken helyezkedik el; az Amur mentén 8 km, a Zeja mentén 13 km hosszan húzódik. Északnyugaton a kissé magasabb Amur–Zeja-alföld dombjai ereszkednek le a város felé. A városszerkezetet az egymásra merőleges utcák négyzet alakú hálózata jellemzi, az utcák egyenesek és többnyire vagy az egyik, vagy a másik folyótól indulnak ki.
Az éghajlat kontinentális, de nyáron a monszun hatása alatt áll. A tél hideg és csapadékban szegény, a januári középhőmérséklet –24 °C és –27 °C között váltakozik, előfordul –44 °C-os fagy is. A nyár meleg és a monszun heves esőket okoz. A csapadék mennyisége éves átlagban a városban 550 mm. A napfényes órák száma magas, évente átlag 2266.

## Történeti áttekintés
Az Amur és a Zeja találkozásánál az oroszok először 1644-ben jelentek meg, amikor Pojarkov kozák csapatával lehajózott a Zeján, majd innen indult az Alsó-Amur felfedezésére. 1653-ban csapatával Habarov hódította az Amur-vidéket, de a kínaiakkal kötött nyercsinszki szerződés (1689) következtében az oroszoknak el kellett hagyniuk az Amur bal partját.
1856-ban néhány kilométerre a Zeja-torkolattól Uszty-Zejszkij ('zejai torkolat') néven katonai őrhelyet létesítettek. Később ezt áthelyezték a torkolat közelébe és 1858 májusában elkezdték az Angyali üdvözlet- (Blagovescsenyije) templom építését. Ugyanebben a hónapban Nyikolaj Muravjov kormányzó (későbbi nevén: Nyikolaj Muravjov-Amurszkij) megkötötte Kínával az aiguni szerződést, mely Oroszországnak adta az Amurtól északra eső területeket. Uszty-Zejszkij cári rendeletre 1858 júliusában – a templomról elnevezett – Blagovescsenszk város lett, és decemberben létrehozták az Amuri területet, Blagovescsenszk központtal.
A város további fejlődésére az Amurtól északra elterülő hegyvidék aranybányászata, a mezőgazdaság és a közlekedés volt hatással. A két nagy folyó találkozásánál fekvő város fontos kereskedelmi csomópont és az amuri gőzhajózás központja volt. 1888-ban itt alapították az Amur-vidék első vasöntödéjét; ez később hajójavító üzemmé, majd hajógyárrá alakult. Kereskedő- és iparos cégek alakultak, köztük több külföldi is. A gazdasági fellendülés a városképen is meglátszott: emeletes igazgatási, oktatási és kereskedelmi épületek jelentek meg. Itt nyílt meg az orosz Távol-Kelet első színháza.
A településre egyre többen érkeztek Kínából. 1892-ben külön kínai negyed alakult, ahol apró műhelyek, kereskedők működtek, zöldséget is termesztettek és árusítottak. A kínaiakhoz való viszony a századfordulón elmérgesedett, a boxerlázadás idején véres pogromhoz is vezetett.
A városnak 1913-ban nyolcvanezer lakosa volt, amikor a vasútvonal végre ide is elért: az északra fekvő Belogorszknál ekkor készült el a Zeja folyón át vezető vasúti híd.
A közigazgatási egységek változása miatt Blagovescsenszk 1922-től az Amuri kormányzóság központja, majd 1932-től a kormányzóság helyett ismét az Amuri terület központja volt. 1934-ben az Amuri terület több részét, és velük az aranylelőhelyek vidékeit is más közigazgatási egységhez csatolták. Ez visszavetette a város gazdasági fejlődését. Egyik éltető eleme, a mezőgazdaság pedig éppen a kollektivizálás (kolhozosítás) válságos idejét élte.
Miután Japán 1932-ben elfoglalta Mandzsúriát, a határon épült Blagovescsenszk front-közeli várossá alakult át. 1945 augusztusában egyik kiindulópontja volt a japánok elleni szovjet támadásnak.
A háború után, 1948-ban az Amuri terület viszonylagos önállóságot kapott: leválasztották a Habarovszki területről. 1958-ban az Amur árvízét csak nagy nehezen lehetett kivédeni, ezért az 1960-as években kiépítették a várost védő partfalat és a rakpartot. Az 1960-as és 1970-es években a régi faházak helyén emeletes lakóházakat emeltek, panelépületekből különálló lakótelepeket (mikrorajon) alakítottak ki. Az 1980-as évek végéig Blagovescsenszket külföldiek csak kivételes esetben, meghívólevéllel látogathatták.

## Gazdaság, közlekedés
A 19. század végén Blagovescsenszkben alapított gyárak egy része a szovjet időszakban állami vállalatként működött tovább. A Szovjetunió felbomlása és a privatizáció a gazdaság minden szereplőjét válságba sodorta. A város korábbi nagy iparvállalata, az elektromos mérőműszereket és villamosipari berendezéseket előállító Amurelektropribor 2000-ben bezárt. A 19. század utolsó éveiben alakult, a szovjet korszakban Iszkra néven ismert gyufagyára az 1990-es évek közepén ment csődbe és megszűnt. A szintén nagymúltú hajógyár helyzete évekig tartó válság után 2010-re stabilizálódott, itt korszerű kisméretű halászhajók építését kezdték meg. A gépipar legfontosabb blagovescsenszki vállalata (Amurszkij Metalliszt) bányagépeket, korszerű mosó- és fúróberendezéseket gyárt az aranyérc-bányászat, más külszíni fejtések és hídépítések számára.
Az 1893-ban alapított sörgyár 2006-ban kínai tulajdonba került és egy időre abbahagyta a termelést. A városi tejfeldolgozó kombinát (alapítva 1941-ben) sikeresen túlélte a nehéz éveket, korszerű csomagolású termékeket gyárt és értékesít. Blagovescsenszk térségében, a Zeja–Bureja-síkságon az éghajlati és talajviszonyok kedveznek a mezőgazdasági termelésnek (gabonafélék és szója termesztése). Ez biztos hátteret jelent a feldolgozóipar számára.

### Közlekedés
Blagovescsenszk a Belogorszktól kiinduló szárnyvonallal kapcsolódik a transzszibériai vasútvonalhoz és azon át az ország többi részéhez. Szintén Belogorszkba vezet az a 125 km hosszú közút, amely biztosítja az összeköttetést a 2010-ben teljes hosszában átadott Csita–Habarovszk közötti M58-as autóúttal és a Távol-Kelet déli városaival.
1981-ben adták át a forgalomnak a Zeja folyón átívelő közúti hidat, ez a Zeja–Bureja-síkság mezőgazdasági területeivel teremt közvetlen kapcsolatot.
A nemzetközi státusú repülőtér a várostól 15 km-re található. Közvetlen légijáratok kötik össze a várost többek között Moszkva, Habarovszk, Irkutszk légikikötőivel.
2011 nyarán Blagovescsenszktől kb. 180 km-re északra, Uglegorszk (neve 1994-ig: Szvobodnij-18) zárt város térségében kezdték építeni Oroszország új, Vosztocsnij ('keleti') nevű űrközpontját.

## Kultúra, felsőoktatás
A szovjet időszakban a város templomait tönkretették, illetve lerombolták. Régi-új központi templomát 1997-ben kezdték építeni és 2003-ban szentelték fel. Az új Angyali üdvözlet- (Blagovescsenyije) székesegyháznak hét aranyozott kupolája van, a nyolcadik kupola a harangtornyot díszíti. A központi kupola magassága a kereszt aljáig közel 39 m, a harangtorony 32,5 m. A templom harangjait Voronyezsben öntötték, a legnagyobb harang 1280 kg, átmérője 1,2 m.
Blagovescsenszkben 1891-ben alakult múzeum. A mai Amuri Terület Helytörténeti Múzeuma egy műemlék épületben kapott helyet, mely a 19–20. század fordulóján egy német kereskedőcég árusítóhelye volt. Legnagyobb kollekciói: a numizmatikai, a régészeti, a természettudományi és a néprajzi gyűjtemény. Napjainkban az Amuri terület kisebb múzeumainak tudományos és módszertani központja is.
A legfontosabb felsőfokú oktatási intézmények:
- Amuri Állami Egyetem; elődjét, a technológiai főiskolát 1975-ben alapították. 1992-ben műszaki főiskolává alakult, 1994-ben lett Amuri Állami Egyetem. Több mint 600 előadója, tanára van; kilenc karán évente kb. 8000 hallgató tanul.
- A Blagovescsenszki Állami Pedagógiai Egyetem elődjét 1930-ban alapították; korábban szintén főiskola volt.
- A Távol-Keleti Állami Agráregyetem elődje 1950-től az 1990-es évek elejéig főiskolaként működött.
- Az Amuri Állami Orvostudományi Akadémia az 1952-ben alapított Blagovescsenszki Állami Orvostudományi Intézet (főiskola) utódjaként jött létre 1995-ben.
- A katonai főiskolát 1940-ben Vlagyivosztokban létesítették és 1949-ben helyezték át Blagovescsenszkbe.